# Rainer Steffen
Rainer Steffen (* 29. Mai 1943 in Kitzbühel) ist ein deutscher Theater-, Film- und Fernsehschauspieler.

## Leben
Rainer Steffen wurde in Kitzbühel geboren, zog jedoch früh mit seiner Mutter zurück nach Schlüchtern. Im Alter von sechzehn Jahren, nach der elften Klasse, verließ er die Schule und ging nach München. Dort absolvierte er eine Friseurlehre mit dem Ziel, Maskenbildner zu werden. Nach Abschluss der Lehre versuchte Steffen, nach Frankreich zu emigrieren, scheiterte jedoch nach kurzer Zeit in Paris an Geldmangel. Es folgte ein 18-monatiger Wehrdienst und nach der Volljährigkeit folgte von 1967 bis 1969 ein Schauspielstudium bei Peter Rieckmann und Hanna Burgwitz. Es folgten Jahre am Theater, z. B. von 1972 bis 1975 am Residenztheater in München, sowie Film- und Fernsehproduktionen. Im Alter von 47 Jahren begann Steffen eine Ausbildung zum Übersetzer, die er vier Jahre später erfolgreich abschloss.
In den Jahren von 1972 bis 2001, und erneut seit 2014 hatte Rainer Steffen Auftritte in über 50 Fernsehserien, Fernsehfilmen und Kinofilmen. In dem deutschen Fernsehfilm Die Wannseekonferenz spielte er die Rolle des Roland Freisler.

## Filmografie (Auswahl)

### Kino
- 2018: Die defekte Katze | Regie Susan Gordanshekan
- 2016: Touch Me Not[4]
- 2015: Bürgermeister
- 2015: Der lichte Grund
- 2014: Grain
- 1981: Heinrich auf der Erbse

### Fernsehen
- 2018: Tatort: Sonnenwende
- 2016: Aktenzeichen XY
- 1994: Anwalt Abel – Ihr letzter Wille
- 1990: Eurocops – Besuch aus Wien
- 1987: Anna
- 1987: Die glückliche Familie – Mr. X
- 1987: Die Krimistunde (Fernsehserie, Folge 27, Episode: "Ein glückliches Opfer")
- 1985: Lenz oder die Freiheit
- 1984: Die Wannseekonferenz
- 1980: Die Reventlow
- 1979: Lawinenexpress
- 1975: Sieben Erzählungen

### Theater (Auswahl)
- 1969 Freie Volksbühne: Die Räuber Bayerisches Staatsschauspiel München, Regie Hans Lietzau
- 1971 Freie Volksbühne: Leben Eduards des Zweiten von England Münchner Kammerspiele, Regie Hans Hollmann